# Tribu produit

## Définition
Étant donnés deux espaces mesurables {\displaystyle (\Omega _{1},{\mathcal {T}}_{1})} et {\displaystyle (\Omega _{2},{\mathcal {T}}_{2})}, la tribu produit, notée {\displaystyle {\mathcal {T}}_{1}\otimes {\mathcal {T}}_{2}},  permet de donner une structure d'espace mesurable à l'ensemble produit {\displaystyle \Omega _{1}\times \Omega _{2}} ; elle est définie de la façon suivante :
- {\displaystyle {\mathcal {T}}_{1}\otimes {\mathcal {T}}_{2}} est la tribu engendrée par les pavés mesurables {\displaystyle R=R_{1}\times R_{2}} où {\displaystyle R_{1}\in {\mathcal {T}}_{1},R_{2}\in {\mathcal {T}}_{2}} ou, de manière équivalente, la plus petite tribu contenant les pavés mesurables ;
- on peut la définir aussi comme la plus petite tribu rendant mesurables les projections {\displaystyle pr_{1}} et {\displaystyle pr_{2}} définies par : {\displaystyle pr_{i}(\omega _{1},\omega _{2})=\omega _{i},\ i=1,2}.

Le lemme de transport permet de montrer qu'une application {\displaystyle f}, définie sur un espace mesurable {\displaystyle (\Omega ,{\mathcal {A}})} à valeurs dans l'espace produit {\displaystyle (E_{1}\times E_{2},{\mathcal {T}}_{1}\otimes {\mathcal {T}}_{2})}, est mesurable pour la tribu produit si et seulement si les applications coordonnées {\displaystyle f_{i}}  sont, chacune, mesurables pour les tribus {\displaystyle {\mathcal {T}}_{i}}.
Le lemme de transport permet de montrer que les applications y↦(x,y) (pour x fixé) et x↦(x,y) (pour y fixé) sont aussi mesurables.

## Exemple: tribu borélienne produit
Étant donnés deux espaces topologiques {\displaystyle (\Omega _{1},{\mathcal {O}}_{1})} et {\displaystyle (\Omega _{2},{\mathcal {O}}_{2})} munies de leurs tribus boréliennes respectives {\displaystyle {\mathcal {B}}_{1}} et {\displaystyle {\mathcal {B}}_{2}}. Il y a alors deux façons naturelles de donner au produit {\displaystyle \Omega _{1}\times \Omega _{2}} une structure d'espace mesurable :
1. à partir de la tribu produit {\displaystyle {\mathcal {B}}_{1}\otimes {\mathcal {B}}_{2}}
2. à partir de la tribu borélienne engendrée par la topologie produit {\displaystyle {\mathcal {O}}_{1}\times {\mathcal {O}}_{2}}, notée {\displaystyle {\mathcal {B}}({\mathcal {O}}_{1}\times {\mathcal {O}}_{2})}.

- On a toujours : {\displaystyle {\mathcal {B}}_{1}\otimes {\mathcal {B}}_{2}\subset {\mathcal {B}}({\mathcal {O}}_{1}\times {\mathcal {O}}_{2})}.

En effet, les projections {\displaystyle pr_{i}} sont continues pour la topologie produit, donc mesurables pour la tribu borélienne ; la tribu produit étant la plus petite tribu rendant mesurables les projections on obtient l'inclusion désirée. 
- Si les espaces topologiques {\displaystyle (\Omega _{i},{\mathcal {O}}_{i})} sont à base dénombrable alors {\displaystyle {\mathcal {B}}_{1}\otimes {\mathcal {B}}_{2}={\mathcal {B}}({\mathcal {O}}_{1}\times {\mathcal {O}}_{2})}.

En effet, soit {\displaystyle U} un ouvert de {\displaystyle {\mathcal {O}}_{1}\times {\mathcal {O}}_{2}}, alors {\displaystyle U} est une union dénombrable de pavés mesurables de la forme {\displaystyle U_{1}\times U_{2}} (car ils forment une base dénombrable de la topologie produit) : par conséquent {\displaystyle U\in {\mathcal {B}}_{1}\otimes {\mathcal {B}}_{2},} d'où {\displaystyle {\mathcal {B}}({\mathcal {O}}_{1}\times {\mathcal {O}}_{2})\subset {\mathcal {B}}_{1}\otimes {\mathcal {B}}_{2}}.
Un contre-exemple possible est {\displaystyle \Omega _{1}=\Omega _{2}={\mathcal {B}}(\mathbb {R} ,\mathbb {R} )} l'ensemble des fonctions réelles bornées[réf. souhaitée].

## Produit dentribus
Le produit d'un nombre fini, disons {\displaystyle n}, de tribus se définit de façon similaire : il s'agit de la plus petite tribu contenant les pavés mesurables {\displaystyle R_{1}\times \ldots \times R_{n}}. Les propriétés énoncées pour le produit de deux tribus s'étendent sans difficulté au cas de {\displaystyle n} tribus.

## Produit infini de tribus
Si on considère maintenant un produit infini d'espaces mesurés {\displaystyle (\Omega _{i},{\mathcal {T}}_{i})_{i\in I}}, la tribu produit {\displaystyle \otimes _{i\in I}{\mathcal {T}}_{i}}, définie sur l'ensemble produit {\displaystyle \prod _{i\in I}\Omega _{i}}, est la tribu engendrée par les ensembles de la forme {\displaystyle \prod _{i\in I}R_{i}} où {\displaystyle R_{i}\in {\mathcal {T}}_{i}} et où {\displaystyle R_{i}=\Omega _{i}} sauf pour un nombre fini d'indices {\displaystyle i}.